# Ole Wivel
Ole Wivel (* 29. září 1921, Kodaň – 30. května 2004) byl dánský básník, literární kritik, nakladatel a organizátor kulturního života.

## Dílo
- Romance for valdhorn (Romance pro lesní roh, 1972)
- Tranedans (Jeřábí tokání, 1975)
- Kontrapunkt (1989)